# Санта Маргерита ди Беличе
Санта Маргерита ди Беличе (итал. Santa Margherita di Belice) је насеље у Италији у округу Агриђенто, региону Сицилија.
Према процени из 2011. у насељу је живело 6525 становника. Насеље се налази на надморској висини од 411 м.

## Становништво
Према резултатима пописа становништва 2011. у општини је живело 6.544 становника.
| 1931. | 1936. | 1951. | 1961. | 1971. | 1981. | 1991. | 2001. | 2011. |
| ----- | ----- | ----- | ----- | ----- | ----- | ----- | ----- | ----- |
| 7.457 | 7.629 | 8.281 | 7.811 | 8.344 | 7.335 | 6.784 | 6.564 | 6.544 |

## Партнерски градови
- Ariccia